# مورين دريك
مورين دريك (بالإنجليزية: Maureen Drake)‏ مواليد 21 مارس 1971 في تورونتو، هي لاعبة كرة مضرب كندية بدأت مسيرتها كمحترفة سنة 1991 وتلعب باليد اليمنى، اعتزلت اللعب مؤقتا ثم عادت. أعلى تصنيف لها في الفردي كان المركز الـ 47 في سنة 1999. أعلى تصنيف لها في الزوجي كان المركز الـ 77 في سنة 2006.

## النهائيات

### الزوجي: 1 (الوصافة 1)
| الحصيلة | الرقم | التاريخ         | الدورة                              | الأرضية | الشريك          | المنافس                 | النتيجة       |
| ------- | ----- | --------------- | ----------------------------------- | ------- | --------------- | ----------------------- | ------------- |
| الوصافة | 1.    | سبتمبر 28, 1997 | كومنولث بنك كلاسيك للتنس، إندونيسيا | صلبة    | ريناتا كولبوفيك | كيري آن جوس ريكا هيراكي | 1–6, 6–7(5–7) |

## روابط خارجية
- مورين دريك على موقع رابطة محترفات التنس (الإنجليزية)
- مورين دريك على موقع الاتحاد الدولي لكرة المضرب (الإنجليزية)
- مورين دريك على موقع كأس بيلي جين كينغ (الإنجليزية)
- مورين دريك على موقع خلاصة التنس.كوم (الإنجليزية)